# Ninfa (zoologia)

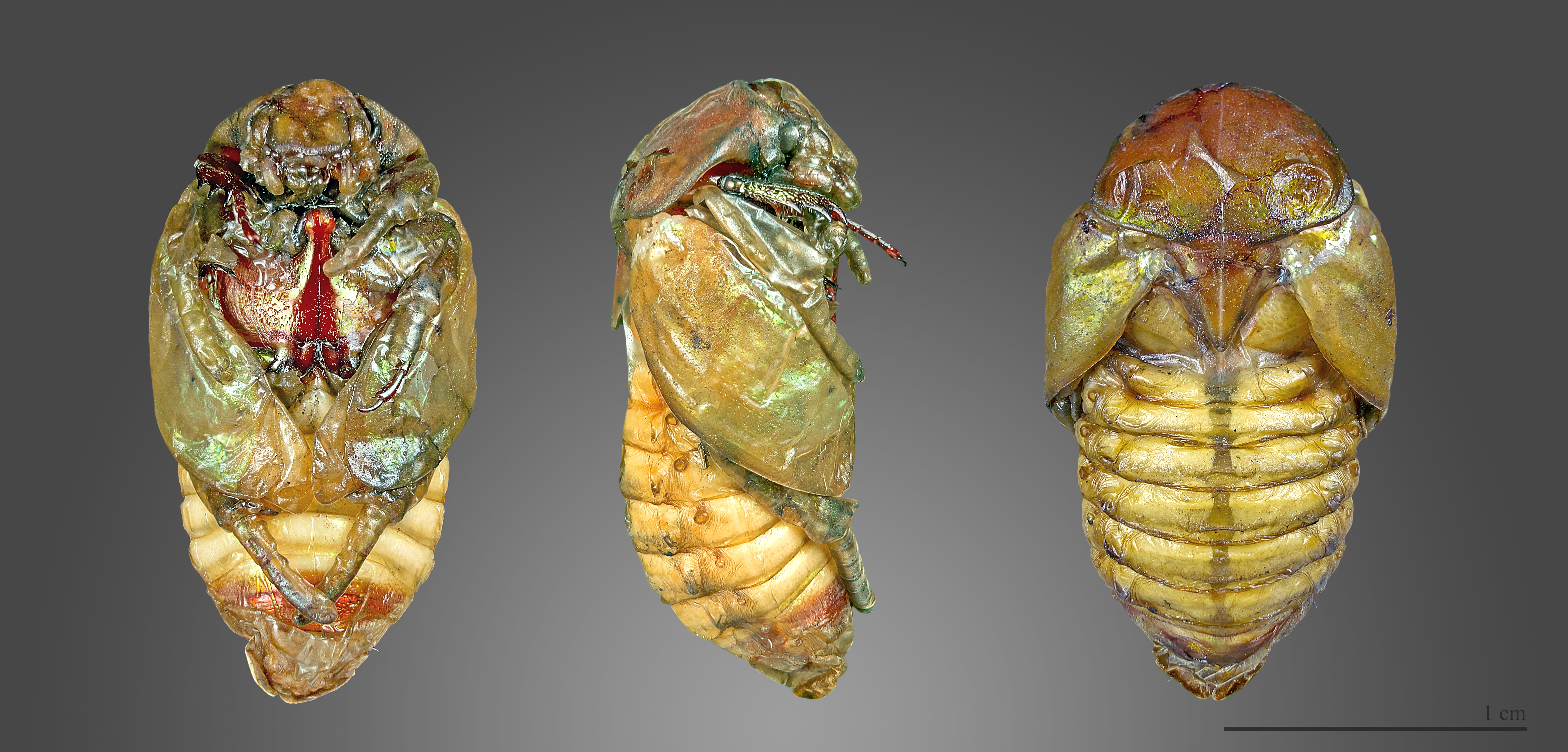
Cetonia aurata pupa

La ninfa è uno stadio giovanile che si manifesta nel corso dello sviluppo postembrionale di alcuni artropodi (es. acari e insetti) e che in generale precede lo stadio di adulto.

## Insetti
Nell'accezione comune il termine fa genericamente riferimento all'ultimo stadio giovanile dello sviluppo degli insetti prima dell'ultima muta. Questa interpretazione comprenderebbe anche gli olometaboli, identificando lo stadio di ninfa con quello di pupa. Tuttavia gli autori usano spesso l'aggettivo ninfale per fare riferimento anche allo stadio di pupa degli olometaboli.
A rigore il termine ninfa va usato solo per indicare l'ultimo stadio giovanile degli eterometaboli (es. Ortotteri, Rincoti in genere, Blattodei, ecc.), dei neometaboli (Tisanotteri e alcuni Rincoti Omotteri) e dei prometaboli (Ephemeroptera). In quest'ultimo caso lo stadio di ninfa precede quello di subimmagine.
La ninfa è morfologicamente simile all'adulto, dal quale differisce in genere per le minori dimensioni e, soprattutto, per le ali ridotte ad abbozzi. Negli insetti i cui stadi preimmaginali vivono in ambiente diverso da quello degli adulti (emimetaboli), la ninfa può mostrare differenze più marcate, rispetto all'adulto, per la presenza di caratteri di adattamento.
A differenza della pupa degli olometaboli, la ninfa non è uno stadio quiescente, perciò è in grado di muoversi e di nutrirsi. Fa eccezione la ninfa dei neometaboli, la quale è immobile.